# 그래서 그들은 바다로 갔다
《그래서 그들은 바다로 갔다》(영어: The Firm)는 존 그리샴의 1991년 소설이다. 그리샴의 두번째 소설로, 법정 스릴러 장르이다. 톰 크루즈와 진 해크먼 주연으로 영화화되어 《야망의 함정》이라는 이름으로 1993년 공개되었다.